# José de Resende Costa
José de Resende Costa (Prados, 1730 - Cacheu, 1798) foi um militar brasileiro que tomou parte na Inconfidência Mineira. Ocupou o posto de capitão do Regimento de Cavalaria Auxiliar da vila de São José del Rei. 

## Vida

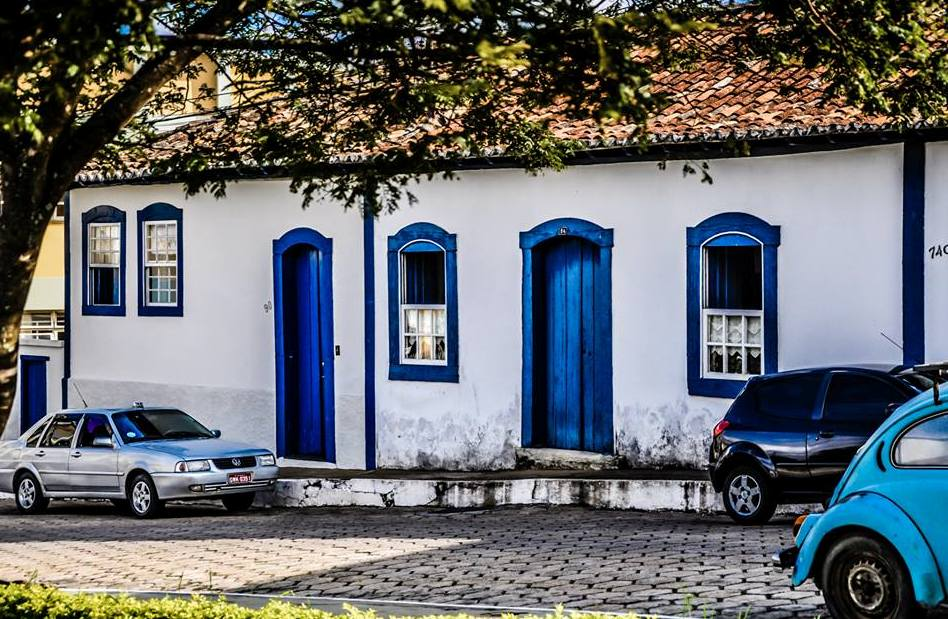
Casa do Inconfidente José de Resende Costa, em Resende Costa, Minas Gerais.

Era filho da ilhoa Helena Maria de Jesus e João de Resende Costa. Sua participação na Inconfidência Mineira não teria sido efetiva, pois esteve limitada apenas ao seu consentimento com a  conjuração. Seu envolvimento no levante lhe rendeu o degredo para a África e o confisco de parte dos seus bens.
O coronel teve um filho homônimo, quem também tinha certa ligação com a tentativa de levante. Em 1911, o arraial da Lage, onde ele constituiu seus bens, recebeu o nome de Resende Costa em homenagem a seu filho, o qual doou expressiva quantia para a instalação da freguesia e distrito na localidade em 1840. Faleceu no ano de 1798 na cidade de Cacheu, sendo sepultado ao lado da Igreja de Nossa Senhora da Natividade. 

## Repatriamento dos restos mortais e reconstituição facial
Na década de 1930, foram localizados 140 fragmentos do crânio do inconfidente na Guiné-Bissau, trazidos para o Brasil foram acondicionados em um arquivo no Itamaraty. Uma tomografia computadorizada realizada pela Universidade de Londres reconstituiu a feição de Resende Costa. A imagem obtida lembra um dos seus trinetos.